# Рикантай
Рикантай (рус. дореф. Рыконты, лит. Rykantai, пол. Rykonty) — деревня в Лентварском старостве, в Тракайском районе Вильнюсского уезда Литвы. Располагается в 7 км на северо-западе от Лентвариса.

## История
Деревня упоминается в романе «Война и мир» Л.Н. Толстого (Том III, часть I, глава IV).

## Население
| 1905                           | 1931 | 1959 | 1970 | 1979 | 1981 | 1987 |
| ------------------------------ | ---- | ---- | ---- | ---- | ---- | ---- |
| 288                            | 265  | 167  | 220  | 229  | 240  | 272  |
| 1989                           | 2001 | 2011 | 2021 | -    | -    | -    |
| 257                            | 412  | 281  | 251  | -    | -    | -    |
| Гистограмма динамики населения |      |      |      |      |      |      |